# Olmeta-di-Capocorso
Olmeta-di-Capocorso település Franciaországban, Haute-Corse megyében. Lakosainak száma 129 fő (2022. január 1.). Olmeta-di-Capocorso Olcani, Brando, Farinole, Nonza és Santa-Maria-di-Lota községekkel határos.

## Népesség
A település népességének változása:
| Lakosok száma | 210  | 126  | 104  | 126  | 146  | 148  | 142  | 133  | 131  | 129  |
|               | 1968 | 1982 | 1990 | 2006 | 2013 | 2015 | 2017 | 2019 | 2020 | 2022 |